# بانک بوبیان
بانک بوبیان (انگلیسی: Boubyan Bank) شرکت خدمات مالی و بانکداری کویتی است، که در سال ۲۰۰۴ تأسیس شد.